# Tjalling Koopmans
Tjalling Charles Koopmans (ur. 28 sierpnia 1910 w 's-Graveland (Holandia), zm. 26 lutego 1985 w New Haven) – amerykański ekonomista i ekonometryk pochodzenia holenderskiego, laureat Nagrody Banku Szwecji im. Alfreda Nobla w dziedzinie ekonomii w 1975.

## Życiorys
Karierę naukową rozpoczął jako matematyk i fizyk, jednak w latach 30. zaczął intensywnie interesować się ekonomią. W 1938 zastąpił Jana Tinbergena w Lidze Narodów w Genewie, a w 1940 (po inwazji Niemiec na Holandię) przeprowadził się do Stanów Zjednoczonych.
Początkowo pracował jako statystyk w Waszyngtonie, gdzie usiłował rozwiązać problem reorganizacji przesyłek, aby zminimalizować koszty transportu. Problem był bardzo skomplikowany, gdyż dotyczył milionów ton ładunku, tysięcy statków i setek portów. Aby go rozwiązać, Koopmans wypracował nowe metody analizy (znane obecnie jako programowanie liniowe).
W 1946 uzyskał obywatelstwo amerykańskie. W latach 1944–1955 pracował na Uniwersytecie Chicagowskim w Komisji Cowlesa, a w latach 1955–1981 był profesorem Uniwersytetu Yale (w New Haven). Wniósł poważny wkład do teorii ekonometrii.
Nagrodę Banku Szwecji otrzymał (w 1975) za zastosowania metod matematycznych w ekonomii, razem z Leonidem Kantorowiczem (ZSRR).
Był członkiem Królewskiej Holenderskiej Akademii Sztuk i Nauk.

## Wybrane prace
- Linear Regression and Activity Analysis of Economic Time Series (1937)
- Three Essays on the State of Economic Science (1957)
- The Scientific Papers of Tjalling C. Koopmans (1970)